# Riflesso di Hering-Breuer
Il riflesso di Hering-Breuer è un riflesso respiratorio capace di bloccare il processo d'inspirazione nel momento in cui venga superato un volume corrente di 0,8 litri. Va dunque ad attivare lo switch-off inspiratorio.

## Anatomia
Il circuito neurale che controlla i riflessi di Hering-Breuer coinvolge alcune regioni del sistema nervoso centrale, ed entrambi i sensori dei componenti motori del nervo vago.
L'arco riflesso di Hering-Breuer comprende:
- recettori sensibili allo stiramento (tensocettori) situati prevalentemente nel connettivo che avvolge i bronchioli e gli alveoli, ma anche le pareti dei bronchi e nelle pleure viscerali.
- fibre afferenti che decorrono nei nervi vaghi e raggiungono il tronco encefalico.
- centri respiratori bulbari e pontini
- vie discendenti che raggiungono i motoneuroni spinali che innervano i muscoli respiratori
- fibre motorie che raggiungono i muscoli espiratori ed inspiratori

A livello della pleura viscerale e della muscolatura liscia bronchiale sono presenti specifici tensocettori, definiti SAR, capaci di rilevare le variazioni della distensione del sistema polmonare. Con il superamento di VC >0,8 litri ed il conseguente stiramento del polmone, i SAR sono attivati e scaricano, attraverso il nervo vago, verso il gruppo respiratorio pontino (GRP, costituito da centro pneumotassico e centro apneustico) e verso il gruppo respiratorio dorsale (GRD) del bulbo. Attraverso il nervo vago vengono dunque inibiti il centro apneustico ed il GRD, mentre è attivato il centro pneumotassico, il quale scaricando verso i due precedenti nuclei ne indurrà un'ulteriore inibizione. Il GRD, responsabile dell'attivazione dell'inspirazione e dell'attivazione del GRV (gruppo respiratorio ventrale, anch'esso deputato all'attivazione dello stesso processo respiratorio), essendo stato inattivato, non potrà stimolare i muscoli inspiratori e si avrà di conseguenza il blocco dell'inspirazione.
Questa regolazione nervosa è affiancata da una regolazione umorale che avviene attraverso variazioni di pCO2, e pH del sangue agiscono direttamente sui centri respiratori. La via riflessa avviene grazie alla presenza, in formazioni chiamate glomi carotidei e aortici (formazioni vascolari arteriose che si trovano alle biforcazioni delle carotidi e dell'arco aortico), di chemocettori sensibili alle variazioni di pH e di pCO2 nel sangue. Un aumento di pCO2 o una diminuzione di pH stimolano questi recettori che inviano impulsi nervosi che eccitano il centro inspiratorio, determinando un aumento della ventilazione polmonare. Le fibre afferenti di questo riflesso decorrono nei nervi di Hering per i glomi carotidei e nei vaghi per i glomi aortici.